# Tito Palfurio
Tito (o Publio) Palfurio (in latino: Titus (o Publius) Palfurius; 10 circa – dopo il 55) è stato un magistrato e senatore romano, console dell'Impero romano.

## Biografia
Di Palfurio, ben poco è noto, a cominciare dal prenome: è incerto se fosse Tito o Publio. Per lui è stata ricostruita un'origine presumibilmente della Hispania Tarraconensis, in particolare a causa della presenza di una statio Palfuriana (evidentemente così denominata dalla presenza di una villa della famiglia) nell'attuale città catalana di Sant Vincenc de Calders, a nord-est di Tarragona.
L'unico incarico noto di Palfurio lo vede al vertice dello stato romano: egli infatti, nel primo anno del principato di Nerone, ricoprì il consolato suffetto nei mesi di settembre e ottobre del 55, sostituendo Marco Trebellio Massimo al fianco dell'illustre Lucio Anneo Seneca. La nomina di Palfurio è stata interpretata come segno dell'influenza politica di Seneca, che avrebbe favorito un suo conterraneo.
Dopo il consolato Palfurio scompare dalla storia, ma è noto un figlio, (Tito?) Palfurio Sura, che si macchiò di ignominia combattendo in vari agoni sotto Nerone e che perciò fu espulso dal senato sotto Vespasiano, per poi essere reintegrato sotto Domiziano, sotto il cui regno ricompare come illustre stoico e famigerato delatore: per tale motivo, fu condannato sotto Nerva.